# Three Sisters Point
Der Three Sisters Point (englisch für Drei-Schwestern-Spitze, spanisch Punta Tres Hermanas) ist eine Landspitze an der Südküste von King George Island im Archipel der Südlichen Shetlandinseln. Sie markiert die westliche Begrenzung der Einfahrt zur Sherratt Bay und die südöstliche derjenigen zur Three Kings Cove. 
Wissenschaftler der britischen Discovery Investigations kartierten und benannten sie 1937. Namensgebend sind drei markante Felsbrocken auf der Landspitze.